# Cantonul Clairvaux-les-Lacs
Cantonul Clairvaux-les-Lacs este un canton din arondismentul Lons-le-Saunier, departamentul Jura, regiunea Franche-Comté, Franța.

## Comune
- Barésia-sur-l'Ain
- Boissia
- Charcier
- Charézier
- Chevrotaine
- Clairvaux-les-Lacs (reședință)
- Cogna
- Doucier
- Fontenu
- La Frasnée
- Le Frasnois
- Hautecour
- Largillay-Marsonnay
- Marigny
- Menétrux-en-Joux
- Mesnois
- Patornay
- Pont-de-Poitte
- Saffloz
- Songeson
- Soucia
- Thoiria
- Uxelles
- Vertamboz